# Система розробки родовища горизонтальними шарами

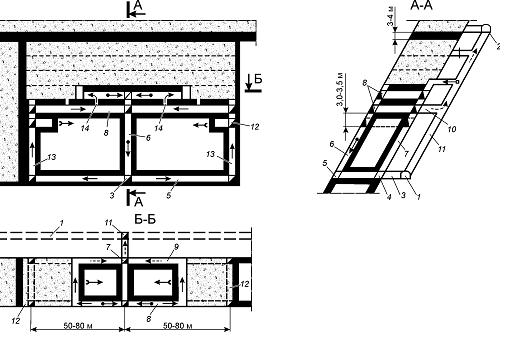
Система розробки горизонтальними шарами: 1 — поверховий польовий транспортний штрек; 2 — те ж вентиляційний; 3 — транспортний проміжний квершлаг; 4, 5 — пластові основні штреки; 6 — вуглеспускна піч; 7 — вентиляційна піч (вона ж і закладна); 8 — шаровий конвеєрний штрек; 9 — вентиляційний шаровий штрек; 10 — вентиляційний квершлаг; 11 — польова вентиляційна збійка; 12 — розрізний орт; 13 — флангова повітроподавальна піч; 14 — міжшарові збійки для провітрювання.

Система розробки родовища горизонтальними шарами — при цих системах потужний пласт з кутами падіння понад 30-35º поділяється на горизонтальні шари завтовшки 3,0-3,5 м. Шари можуть відроблятися як у висхідному, так і у низхідному порядку в залежності від способу управління покрівлею, що застосовується у лаві, і міцності вугілля. Значні втрати вугілля при управлінні покрівлі повним обваленням, зумовлена цим висока пожежна небезпека, складність управління покрівлею і аварійність робіт при зависанні порід, що перепускаються з відроблених шарів (з причин малої довжини лави), обмежують застосування системи розробки горизонтальними шарами з обваленням покрівлі.

## Загальний опис
При виїмці шарів знизу вверх із закладкою виробленого простору закладний матеріал, який поступово ущільнюється, викликає осідання і розтріскування вугільного масиву, що може призводити до вивалення шматків вугілля, а також сприяти самозапаленню пласта.
У зв'язку з цим в останній час перевага віддається низхідному порядку відробки шарів із закладкою (рис.).
В основному застосовується поверхова підготовка шахтного поля з польовими або груповими штреками, котрі проводять по інших пластах. За простяганням поверх поділяється на односторонні або двосторонні виїмкові поля завдовжки, відповідно, 150 і 300 м.
Кожне виїмкове поле (двостороннє) посередині розкривається з польового штрека проміжним квершлагом, що продовжується центральним ортом і перетинає пласт на всю потужність. Від центрального орта по пласту біля підошви і покрівлі проводять два основних штрека, а від них в середині виїмкового поля — дві центральні печі, які закріплюють суцільним кріпленням. У кожній з печей влаштовують два відділення — вантажне і ходове. Піч, розташовану біля покрівлі пласта, використовують як вуглеспускну, а біля підошви — для доставки кріпильного лісу, матеріалів та обладнання і для вентиляції. У нижній частині вуглеспускної печі влаштовують бункер.
У породах підошви пласта або по розташованому поблизу пласта (якщо він є) проводять вентиляційно-закладну піч і від неї — короткі вентиляційні квершлаґи з розрахунку один квершлаґ на два шари. Піч складається з двох відділень — ходового з трубопроводом для спуску закладного матеріалу і робочого, що служить для спуску лісоматеріалів і обладнання.
Біля кожної з меж виїмкового поля проводять також по дві печі (в покрівлі і біля підошви пласта), що використовуються для підготовки горизонтальних шарів.
Шарові штреки здебільшого проводять за допомогою буропідривних робіт і в більшості випадків закріплюють дерев'яним кріпленням. Для більшої стійкості вони проводяться не на всю висоту шару, а із залишенням вугільної стелини завтовшки 1,0-1,5 м.
Очисні роботи в шарі починаються від розрізного орту, який проведено на дальній межі виїмкової дільниці. Звичайно виїмка вугілля здійснюється буро-підривним способом. Перед висаджуванням шпурів вибійний конвеєр встановлюють біля самого вибою, а до першого ряду стійок на 2/3 їхньої висоти прикріплюють металеву сітку. Завдяки цим заходам забезпечується навалка вугілля за рахунок енергії вибуху. Тільки близько 40% відбитого вугілля прибирається вручну.
Транспортування вугілля виконується скребковим конвеєром шаровим штреком до вуглеспускної печі і далі проміжним квершлаґом на поверховий транспортний штрек.
Закладний матеріал по трубах подається з вентиляційного штрека по вентиляційно-закладній печі, вентиляційному квершлаґу і шаровому штреку у вироблений простір шару. Найчастіше застосовується пневматична закладка. При цьому закладна установка розташовується на вентиляційному горизонті в районі проміжного квершлаґу.
Переваги такої системи: можливість розробки пластів з потужністю, що суттєво змінюється; малі втрати вугілля і невелика ймовірність виникнення пожеж при технічно правильному веденні закладних робіт; зручне положення робочих у вибої.
Недоліки: великий обсяг проведення підготовчих виробок; невелика довжина очисного вибою, що ускладнює застосування високопродуктивної техніки; шарові штреки наражаються на інтенсивний вплив очисних робіт; великі витрати лісоматеріалів; наявні в пласті породні прошарки виймаються разом з вугіллям.
Умови застосування: пласти з кутами падіння понад 30º і потужністю понад 8 м, з вугіллям будь-який міцності і газоносності при бокових породах будь-якої стійкості. Особливо бажано застосування системи на пластах з потужністю, що змінюється, на сильно порушених дільницях, в місцях роздування пластів і т. ін.
Подальше вдосконалення системи здійснюється шляхом створення засобів комплексної механізації очисної виїмки із закладкою, що твердіє, для виключення необхідності зведення попереднього кріплення.